# Pat Freiermuth
Patrick John Freiermuth (Lawrence, 25 ottobre 1998) è un giocatore di football americano statunitense che milita nel ruolo di tight end per i Pittsburgh Steelers della National Football League (NFL).

## Carriera

### Pittsburgh Steelers
Freiermuth al college giocò a football a Penn State. Fu scelto nel corso del secondo giro (55º assoluto) del Draft NFL 2021 dai Pittsburgh Steelers. Debuttò come professionista scendendo in campo nella gara del primo turno contro i Buffalo Bills ricevendo un passaggi per 24 yard. Nella settimana 3 segnò il suo primo touchdown su ricezione su passaggio di Ben Roethlisberger. La sua stagione da rookie si chiuse con 60 ricezioni per 497 yard e 7 touchdown in 16 presenze, 9 delle quali come titolare.

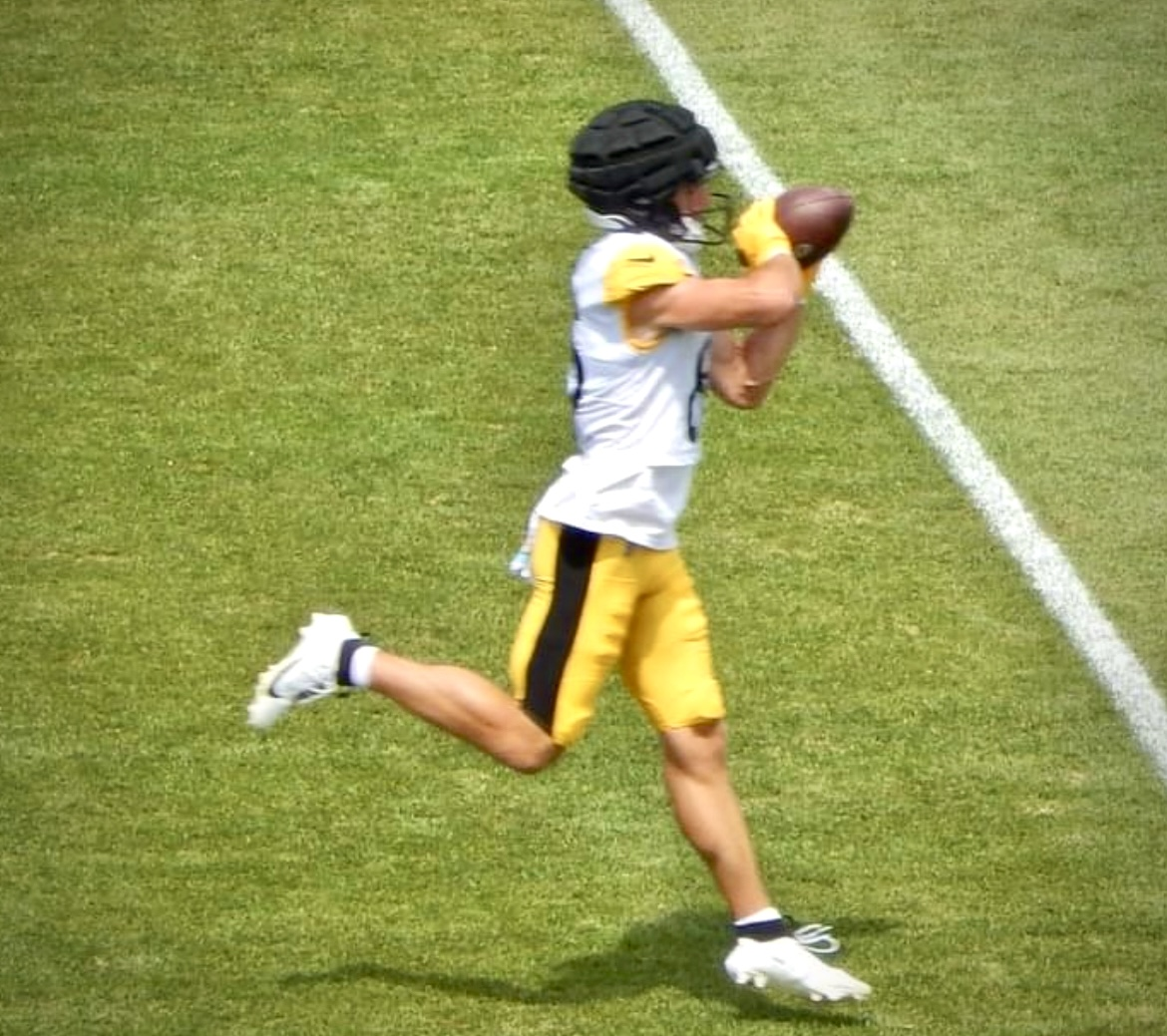
Freiermuth nel training camp 2023

Nel primo turno della stagione 2022 contro i Cincinnati Bengals, Freiermuth ricevette 5 passaggi per 75 yard nella vittoria per 23-20. Nel turno successivo contro i New England Patriots segnò il primo touchdown della stagione su passaggio da 18 yard di Mitchell Trubisky. Il secondo, e ultimo, del 2022 fu nella gara dell'11 dicembre contro i Baltimore Ravens. La sua annata si chiuse con 63 ricezioni per 732 yard in 16 presenze.
Nel primo turno della stagione 2023 contro i San Francisco 49ers, Freiermuth segnò l'unico touchdown della sua squadra su passaggio da 3 yard di Kenny Pickett. Andò nuovamente a segnò nel terzo turno contro i Las Vegas Raiders su un passaggio da 13 yard di Pickett.
Il 21 ottobre 2023 Freiermuth fu inserito in lista infortunati per un problema al tendine del ginocchio. Tornò nel roster attivo il 18 novembre. Il giorno successivo scese in campo contro i Cleveland Browns dove ricevette un solo passaggio da 7 yard.
La miglior gara a livello statistico della stagione di Freiermuth fu il 27 novembre contro i Cincinnati Bengals, quando ricevette 9 passaggi per 120 yard, l'unica partita del 2023 in cui superò le 100 yard. La sua stagione regolare si chiuse con 32 ricezioni per 308 yard 3 2 marcature in 12 presenze, di cui 9 come titolare. Nella seconda gara di playoff in carriera ricevette 5 passaggi per 76 yard nel primo turno contro i Buffalo Bills.
Il 6 settembre 2024 Freiermuth firmò con gli Steelers un nuovo contratto quadriennale del valore di 48,4 milioni di dollari.